# Albert Rigolot
Pour les articles homonymes, voir Rigolot.
Albert Gabriel Rigolot, né à Paris le 28 novembre 1862 et mort dans la même ville le 25 avril 1932, est un peintre français.
Il est le père du peintre Yves André Rigolot (1910-1996), connu sous son pseudonyme d'Yves Rouvre,.

## Biographie
Albert Rigolot commence ses études d'art dans une école du 16e arrondissement de Paris et devient l'élève de Léon Germain Pelouse et d'Auguste Allongé.
Il débute au Salon des artistes français de 1886, et la même année obtient en section fusains une médaille d'argent de 2e classe à l'Exposition internationale de blanc et noir. Il enseigne à l'Académie Julian à Paris, parmi ses élèves figure le groupe des French Art Missionaries, Lorus Bishop Pratt (1855-1923), John B. Fairbanks (1855–1940), Edwin Evans (1860-1946) et John Hafen (1856–1910), de jeunes peintres de l'Utah envoyés étudier, en 1890, à Paris par l'Église de Jésus-Christ des saints des derniers jours. Il obtient le prix Brizard de 1890.
Influencé par l'École de Barbizon, il devient ensuite un brillant orientaliste à la suite de son voyage en Algérie en 1896. Il réalise de nombreux paysages tant au pastel qu'à l'huile. À l'instar de plusieurs peintres de la deuxième moitié du XIXe siècle — regroupés postérieurement sous l'appellation d'École de Cernay avec pour chef de file Léon Germain Pelouse —, il s'inspire pour ses toiles des Vaux de Cernay et de ses alentours dans le département des Yvelines.
En 1900, on lui commande une Vue de Beaulieu pour orner la salle dorée du restaurant Le Train bleu à la gare de Lyon à Paris. Il participe cette même année à l'Exposition universelle de Paris où il obtient une médaille d'argent.

## Œuvres dans les collections publiques
France
- Péronne (Somme), musée Alfred-Danicourt : Automne à Fontaine-sur-Somme.
- Paris, Paris-Gare-de-Lyon, salle dorée du restaurant Le Train bleu : Vue de Beaulieu, 1900, peinture murale.
- Rouen, musée des Beaux-Arts : La Batteuse, Loiret, 1893.

Royaume-Uni
- Hartlepool, Hartlepool Art Gallery (en) : Paysage d'automne, vers 1885.

## Salons
- Salon des artistes français :
  - 1886.
  - 1889 : mention d'honneur.

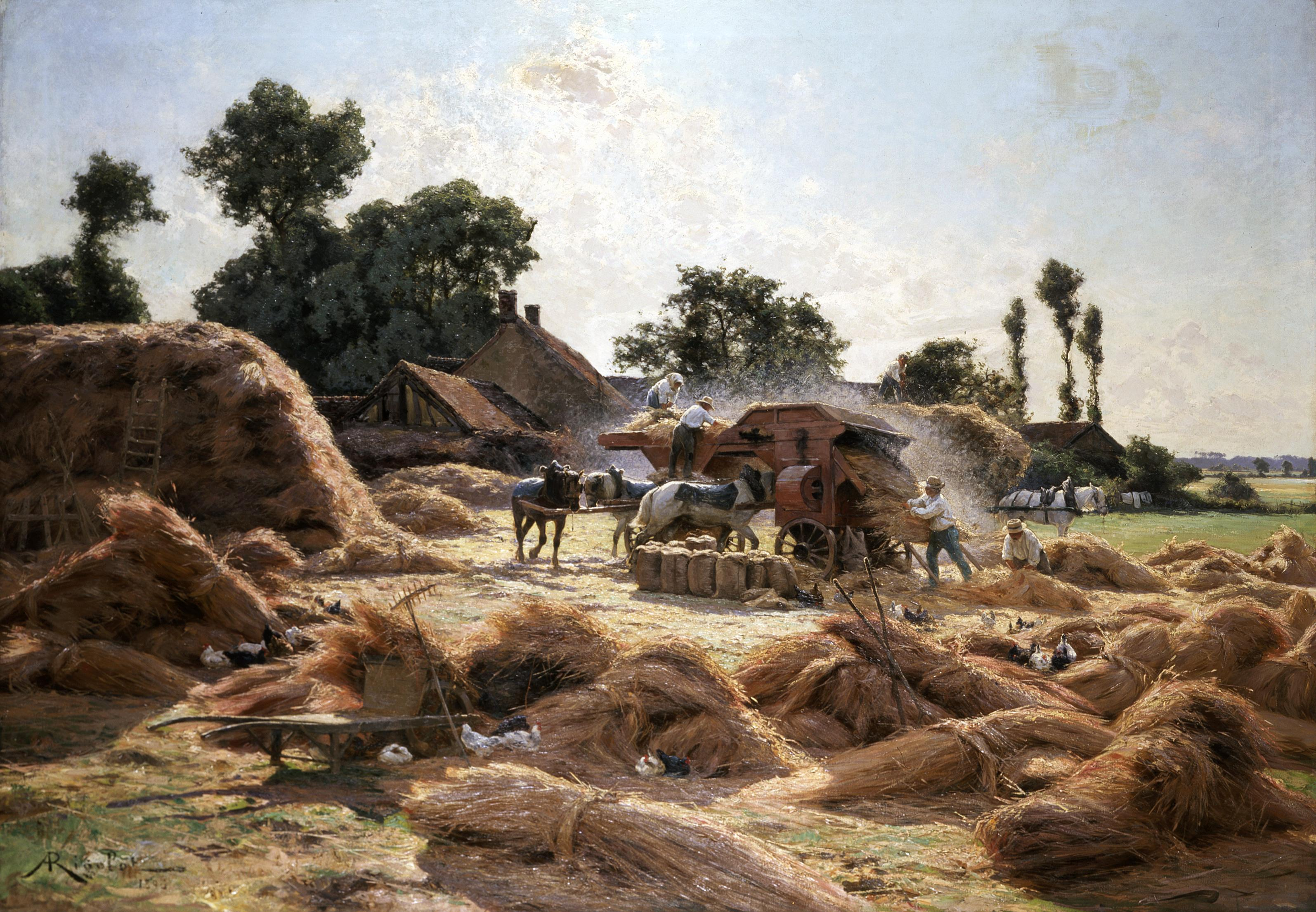
La Batteuse, Loiret (1893), musée des Beaux-Arts de Rouen.

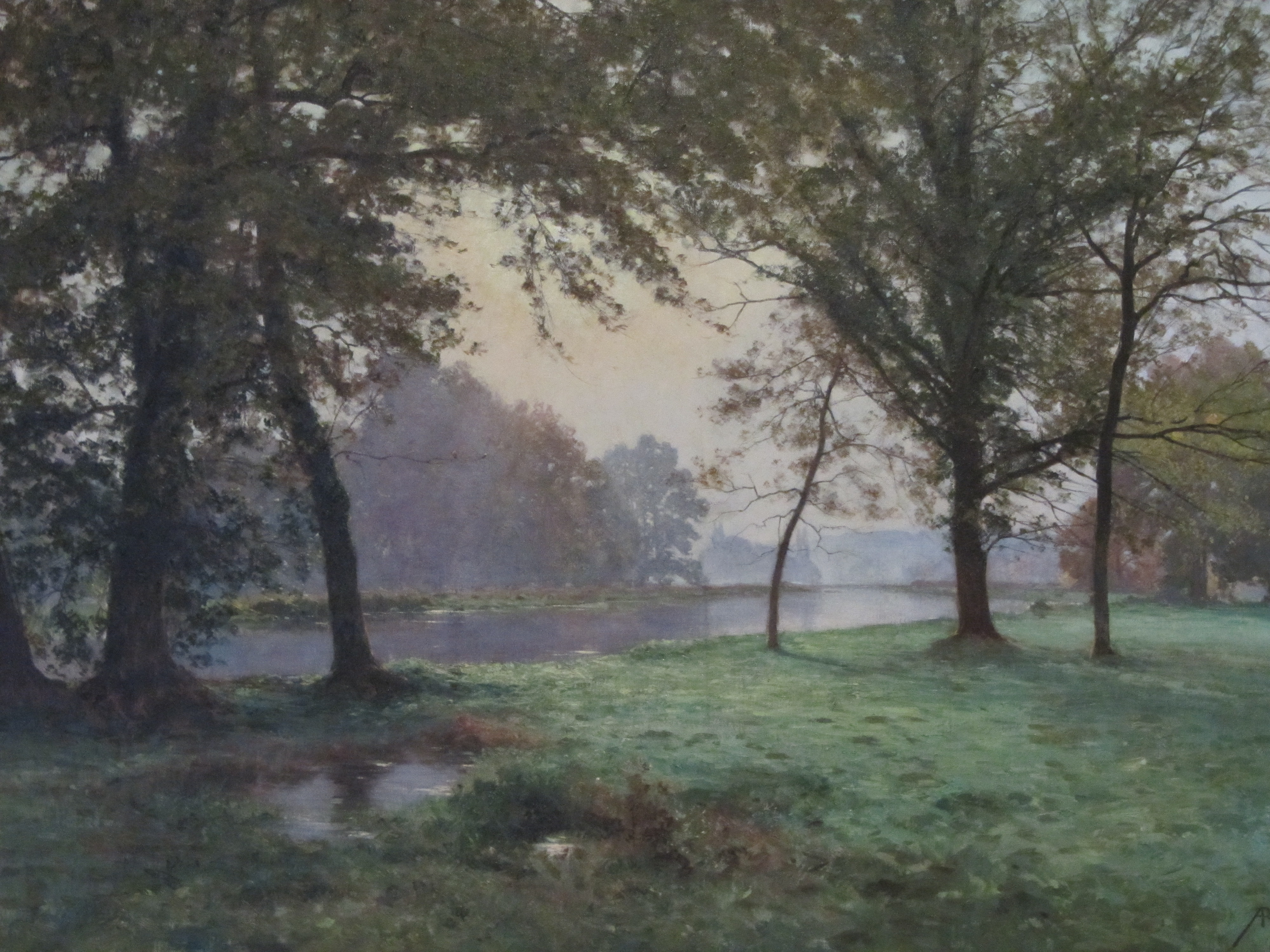
Matinée d'octobre (1918), Valparaíso,.

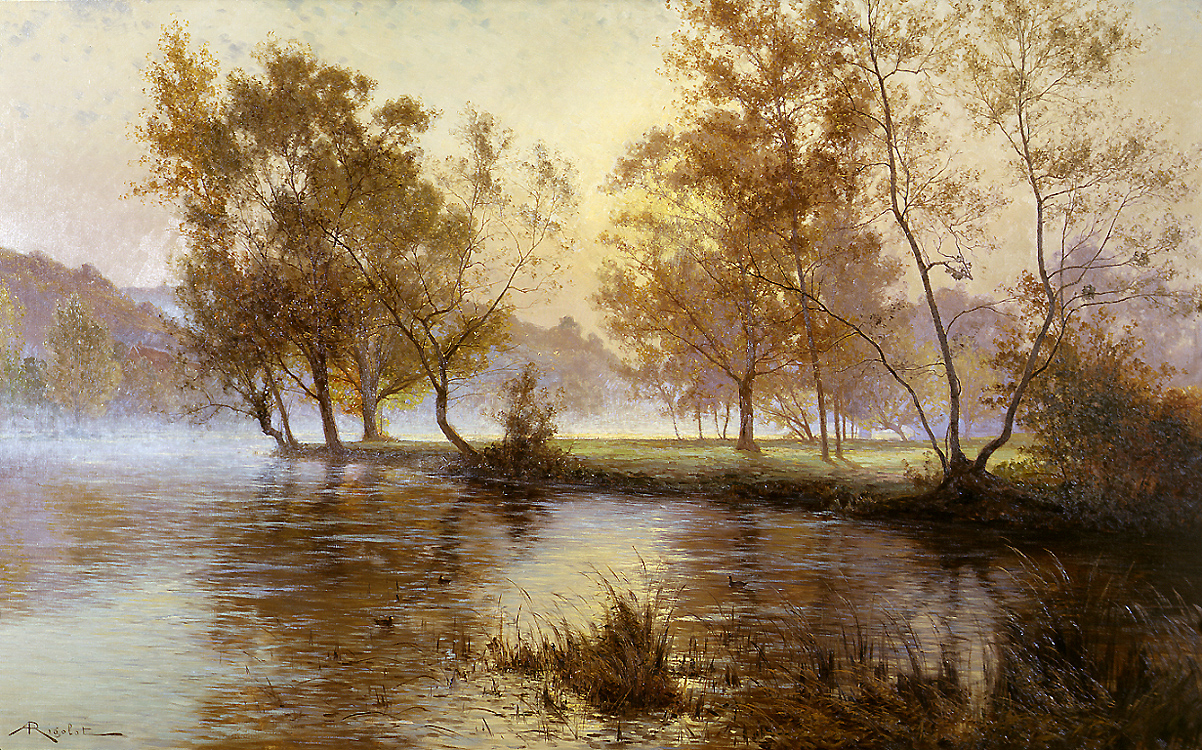
Soleil levant dans la brume, localisation inconnue.

  - 1890 : Fin juillet, Matinée de septembre dans la vallée de Chevreuse.
  - 1891 : Après la moisson, médaille de bronze ; L'Hiver en forêt de Fontainebleau.
  - 1892 : Carrière de Saint-Maximin, médaille d'argent ; La Mare aux fées en forêt de Fontainebleau.
  - 1893 : La Batteuse, Loiret ; Vents d'est en Méditerranée.
  - 1907 : Sur la lagune à Venise ; Matinée de septembre.
  - 1908 : Soirée d'automne ; Soleil levant dans la brume.
  - 1909 : Soir d'octobre, vallée de la Somme ; Lever de lune à Fontaine-sur-Somme.
  - 1910 : Matinée sur la Laïta, Finistère ; Couchant, vallée de la Somme.
  - 1911 : Solitude ; Automne dans les marais de la Somme.
  - 1912 : Fin d'automne ; Déclin du jour.
  - 1913 : Soleil levant dans la brume ; Matinée de décembre.
  - 1914 : Équinoxe d'automne ;  Le Matin à Haudreville.
- Salon de la Société nationale des beaux-arts :
  - 1918 : Matinée d'octobre.

## Expositions
- 1893 : 33e Exposition municipale des beaux-arts de Rouen : La Batteuse, Loiret.
- 1900 : Exposition universelle de 1900 à Paris, Sur la route de Kardada à Bou-Sâada.
- 2017 : Albert Rigolot paysagiste et orientaliste (1862-1932), Cernay-la-Ville, abbaye des Vaux-de-Cernay, 98 œuvres.

## Distinction
- Chevalier de la Légion d'honneur (1901).